# Astragalus rumpens
Astragalus rumpens är en ärtväxtart som beskrevs av Meffert. Astragalus rumpens ingår i släktet vedlar, och familjen ärtväxter. Inga underarter finns listade i Catalogue of Life.